# Марі-Їв Гайє
Марі-Їв Гайє (фр. Marie-Ève Gahié; 27 листопада 1996, Париж, Франція) — французька дзюдоїстка, олімпійська чемпіонка 2024 року, чемпіонка світу та Європи.

## Виступи на Олімпіадах
| Олімпіада  | Дисципліна      | Місце |
| ---------- | --------------- | ----- |
| Париж 2024 | до 70 кг        | 7     |
| Париж 2024 | змішана команда | 1     |

## Зовнішні посилання
- Марі-Їв Гайє на сайті International Judo Federation (англійська)
- Марі-Їв Гайє на сайті JudoInside.com (англійська)
- Марі-Їв Гайє на сайті AllJudo.net (французька)
- Марі-Їв Гайє на сайті Olympics.com (англійська)
- Марі-Їв Гайє на сайті French Olympic Committee (французька)